# Ablatiu absolut
L'ablatiu absolut és un tipus de construcció subordinada típica del llatí, formada per un substantiu en el cas ablatiu juntament amb un adjectiu o un participi atributiu en el mateix cas: ablatiu també. Normalment correspon en català a una oració subordinada temporal o causal.
En altres paraules, un ablatiu absolut és una construcció de participi que fa la funció sintàctica de Complement Circumstancial.

## Exemples
- Urbe capta, Aeneas fugit - Després d'haver estat conquerida la ciutat, Eneas fugí.
- Ovidio exule Musae planguntur - Les muses ploren perquè Ovidi havia sigut exiliat.
- Mutatis mutandis - Quan s'han canviat les coses que s'han de canviar
- Ceteris paribus - Quan totes les altres condicions queden incanviades